# Walter Longo
Walter Longo (São Paulo, 12 de fevereiro de 1951) foi presidente do Grupo Abril desde novembro de 2015 até dezembro de 2017, tendo sido responsável pelas operações de Mídia, Gráfica e Distribuição. Publicitário e administrador de empresas com MBA na Universidade da Califórnia, também atuou como mentor de estratégia e inovação do Grupo Newcomm – holding de comunicação do Grupo WPP que inclui as agências Young&Rubicam, Wunderman, Grey Brasil, VML, entre outras, além de ter sido presidente da agência Grey Brasil. Considerado um dos maiores especialistas em comunicação e interatividade do Brasil, ficou popularmente conhecido por atuar durante 6 anos como conselheiro de Roberto Justus no reality show de negócios O Aprendiz, exibido pela Rede Record – função que voltou a desempenhar na edição 2013 do programa. Uma de suas palestras mais aplaudidas, “Inovação na Comunicação”, mostra o impacto da revolução tecnológica no relacionamento com o consumidor. 

## Carreira
Walter Longo tem mais de quarenta anos de carreira em múltiplas atividades, suas atuações empresariais abrangem variados segmentos e especialidades, principalmente em comunicação e interatividade.
A carreira iniciou aos dezenove anos como profissional de vendas, com especialização em apresentações para grandes grupos de clientes.
A forma de atuação no atacado desenvolveu uma inclinação para apresentações em público. Esta experiência lhe acompanhou por toda a vida profissional lhe trazendo benefícios para sua atuação como conferencista e palestrante. Esta habilidade se tornou mais evidente através da participação em grandes eventos de mídia e comunicação, no Brasil e fora do país, em lugares como Europa, Estados Unidos e América Latina.
Enquanto trabalhava como profissional de vendas, fez faculdade de Administração pela PUC-SP (Pontifícia Universidade Católica de São Paulo), tendo posteriormente se especializado em Marketing na Califórnia/EUA.
Do segmento de vendas, Walter Longo passou para a área de marketing onde se estabeleceu. Nesta inicia sua atuação como empresário. Convidado por um empresário do setor de comunicações, assume a tarefa de desenvolver a atividade de eventos como ferramenta de mídia. Nesse período começa sua atuação no show business e entretenimento. Walter Longo passa a atuar na organização, promoção e realização de eventos musicais de grande porte, esportivos e culturais no Brasil, Argentina e Estados Unidos.
Com oito anos de projetos no setor de eventos, Walter Longo decide expandir sua experiência e aproveitar o conhecimento e especialização adquiridos dentro do Marketing para atuar em empresas ligadas ao setor de propaganda. Assim se torna executivo das agências nacionais e internacionais como MPM e Young & Rubicam.
Com menos de sete anos no Grupo Young & Rubicam, por solicitação da matriz americana do grupo, passa a lançar operações de Marketing Direto no Brasil. Passou a acumular então a função de presidente da Wunderman Brasil, ampliando sua atuação em comunicação dirigida e database marketing.
No final de 1995, Walter Longo é convidado para participar da experiência pioneira de lançar uma nova mídia segmentada no País, a TV por Assinatura. Esse convite o leva a Presidência da TVA, pertencente ao Grupo Abril, pioneira no sistema de TV por assinatura do país.
Sob sua presidência é feito todo o processo de implementação e ampliação da Tv por Assinatura no Brasil. Em cinco anos a TVA ampliou o número de assinantes de 12 mil usuários para mais de 800 mil usuários, elevando seu faturamento anual de $ 14 milhões para $ 300 milhões, provando que o Brasil era um grande mercado potencial.
A relevância que a TVA levou Walter Longo à Presidência da ABTA (Associação Brasileira de TV por Assinatura) onde mais tarde se tornou Presidente do Conselho. Neste período Walter Longo é eleito o Profissional de Veículo do Ano pelo Prêmio Caboré.
Walter Longo deixa a TVA para montar sua própria empresa de consultoria de marketing, a Unimark/Longo, e torna-se membro de vários conselhos de empresas de telecomunicações e entretenimento no Brasil e outros países do mundo.
Em 1998, associa-se a Newcomm Bates, um dos maiores grupos de propaganda do país, tornando-se sócio e Presidente do Grupo após três anos de atuação. O grupo Newcomm Bates era composto por sete empresas atuantes em múltiplas ferramentas de comunicação.
Em 2002 cria a Synapsys, a primeira empresa de Advertainment do país, que presidiu como mentor e CEO até 2005. Durante este período, iniciou também as operações da nova empresa nos Estados Unidos, criando a Synapsys International.
Em 2006, retorna ao Grupo Newcomm (holding formada pela associação de Roberto Justus e o Grupo WPP), assumindo o cargo de Mentor de Estratégia e Inovação, onde permanece até hoje - agora também como presidente da Grey Brasil. O Grupo Newcomm reúne, no Brasil, diversas empresas de destaque no mercado, como Young & Rubicam, Wunderman, Grey Brasil, VML, Red Fuse e a Ação Premedia e Tecnologia.
Walter Longo é membro de vários conselhos de empresas de telecomunicações e articulista de múltiplas publicações. É autor de alguns livros voltados para a área de negócios, publicidade e marketing.
Com a chegada de Longo à presidência do Grupo Abril, em novembro de 2015, Giancarlo Civita deixou a presidência do Grupo Abril, posição que acumulou por um ano, para dedicar-se exclusivamente à presidência da holding Abrilpar.
Em 13 de novembro de 2017, o Grupo Abril anunciou aos seus funcionários que o executivo Walter Longo estava deixando o cargo da presidência do grupo após dois anos no cargo. Longo permanecerá no grupo, como assessor do conselho de administração em temas ligados à "estratégia e inovação".

## Prêmios
Walter Longo foi eleito por quatro vezes o Melhor Profissional do Ano do Prêmio Caboré – o mais importante da indústria da comunicação – nas categorias Planejamento e Atendimento, e Profissional de Veículo de Comunicação. Foi também premiado com o título de Personalidade do Marketing Direto pela Abemd, entidade líder no setor. Em 2017 recebeu o Prêmio Lide de Marketing Empresarial.

## Livros publicados
- Tudo que você queria saber sobre propaganda e ninguém teve paciência de explicar, Ed. Atlas (1985). Escrito em co-autoria com: Edison Benetti, Julio Ribeiro, Magy, Sergio Dias e Vera Aldrighi.
- O Marketing na Era do NEXO - Ed. BestSeller (2009). Escrito em co-autoria com Zé Luiz Tavares.
- Os sete erros do jogo da sustentabilidade (2011). Editora Record
- Marketing e Comunicação na Era Pós Digital - Ed. HSM (2016).
- Mulheres são digitais, homens são analógicos. - Tocalivros (2017)
- Estresse e Viagem - Veneno ou antídoto? Tocalivros (2017)